# Saint-Maurice-sur-Moselle
Saint-Maurice-sur-Moselle település Franciaországban, Vosges megyében. Lakosainak száma 1364 fő (2022. január 1.). Saint-Maurice-sur-Moselle Oberbruck, Rimbach-près-Masevaux, Sewen, Storckensohn, Urbès, Haut-du-Them-Château-Lambert, Plancher-les-Mines, Bussang, Fresse-sur-Moselle és Lepuix községekkel határos.

## Népesség
A település népessége az elmúlt években az alábbi módon változott:
| Lakosok száma | 1426 | 1390 | 1407 | 1404 | 1385 | 1367 | 1369 | 1369 | 1364 |
|               | 2013 | 2015 | 2016 | 2017 | 2018 | 2019 | 2020 | 2021 | 2022 |